# Texcatla
Texcatla är en ort i Mexiko.   Den ligger i kommunen San Felipe Orizatlán och delstaten Hidalgo, i den sydöstra delen av landet, 200 km norr om huvudstaden Mexico City. Texcatla ligger 182 meter över havet och antalet invånare är 413.
Terrängen runt Texcatla är kuperad åt sydväst, men åt nordost är den platt. Runt Texcatla är det ganska tätbefolkat, med 86 invånare per kvadratkilometer. Närmaste större samhälle är Tamazunchale, 13,1 km nordväst om Texcatla. I omgivningarna runt Texcatla växer huvudsakligen savannskog.